# Stadio San Vito – Gigi Marulla
Das Stadio San Vito – Gigi Marulla ist ein Fußballstadion mit Leichtathletikanlage im Stadtteil San Vito der italienischen Stadt Cosenza in der südlichen Region Kalabrien, an der Stiefelspitze des Landes. Es ist die Heimspielstätte des Fußballclubs Cosenza Calcio. Das Stadion bietet gegenwärtig auf seinen Rängen 20.987 Plätze.

## Geschichte
Das technische Büro der Stadt in Zusammenarbeit mit dem Ingenieur Terenzio Tavolaro begann am 7. Oktober 1958 mit dem Entwurf für das neue Stadion. Am 25. Mai 1959 genehmigte die Technische Kommission für Sportanlagen des CONI das Projekt. Die Arbeiten zur ersten Bauphase starteten am 19. Januar 1961 und wurden am 18. März 1963 abgeschlossen. Die Kosten betrugen dafür 214 Mio. italienische Lira. Die zweite Phase, geringfügig günstiger, erstreckte sich vom 23. Oktober 1963 bis in den Juli 1964. Damals bot das hufeisenförmige Stadion aus den beiden Längsseiten in West und Ost sowie der Südkurve 19.200 Sitzplätze. Die offizielle Einweihung fand im Palazzo dei Bruzi, dem Sitz der Gemeinde, in Anwesenheit von u. a. Bürgermeister Mario Stancati und Oreste Granillo, dem regionalen Präsidenten des CONI der Provinz Reggio Calabria, statt. Am 1. November 1967 wurde das erste und bisher einzige Länderspiel der italienischen Fußballnationalmannschaft im Stadion ausgetragen. Die Squadra Azzurra traf in der Qualifikation zur Fußball-Europameisterschaft 1968 auf die Nationalmannschaft von Zypern. Die Partie endete mit einem klaren 5:0-Heimsieg durch drei Tore von Luigi Riva und zwei Treffer von Sandro Mazzola.
Die Zuschauerränge wurden ab Ende der 1970er Jahre mit einem Graben vom Innenraum abgetrennt. 1983 ergänzte eine Flutlichtanlage die Sportstätte. Auf der Haupt- sowie der Gegentribüne gibt es eine Überdachung der Ränge. Von der Saison 1988/89 bis 1996/97 spielte Cosenza Calcio in der zweitklassigen Serie B. Dafür wurde das Stadio San Vito mehrfach von Ende der 1980er bis Anfang der 1990er Jahre den Anforderungen der Liga angepasst und zudem ausgebaut. Größte Veränderung war der Bau der Nordkurve im Jahr 1993. Sie schloss die Lücke in dem umlaufenden Tribünenring. 2007 wurde die hellblau gestreifte Leichtathletikanlage mit 400-m-Bahn und sechs Spuren erneuert. Am 3. Dezember 2008 wurden die neuen Umkleidekabinen für Fußball- und andere Sportmannschaften offiziell eingeweiht. Zu den neuen Räumlichkeiten unter der Nordkurve gehörten ebenso ein voll ausgestattetes Fitnessstudio und ein Pressebereich sowie der offizielle Fanshop von Cosenza Calcio. 2011 wurde die Beleuchtungsanlage modernisiert.
Am 20. Juli 2015 kündigte Cosenzas Bürgermeister Mario Occhiuto an, dass die städtische Anlage nach Luigi „Gigi“ Marulla, dem früheren Spieler und Trainer von Cosenza Calcio, der am Tag zuvor mit 52 Jahren verstorben war, benannt wird. Am 21. September des Jahres wurde es offiziell in Stadio San Vito – Gigi Marulla umbenannt. Cosenza stieg 2018 wieder in die Serie B auf. Im Sommer wurde u. a. auf den Rängen neue Kunststoffsitze in den Vereinsfarben Rot und Blau installiert. Dadurch sank das Platzangebot von 24.479 auf 20.987 Sitzgelegenheiten. Zusätzlich erhielt das Spielfeld einen neuen Rasen.
In den Sommermonaten wurde das Stadion zur Konzertarena. So traten u. a. schon Bob Dylan (2006), Deep Purple (2003), Sting (1993), Piero Pelù (2004), Gianni Morandi (1972), Zucchero (1993), Ligabue (2002, 2008), Antonello Venditti (1987, 1992, 1996) und Vasco Rossi (1987, 1996, 1999, 2007) auf.

## Galerie

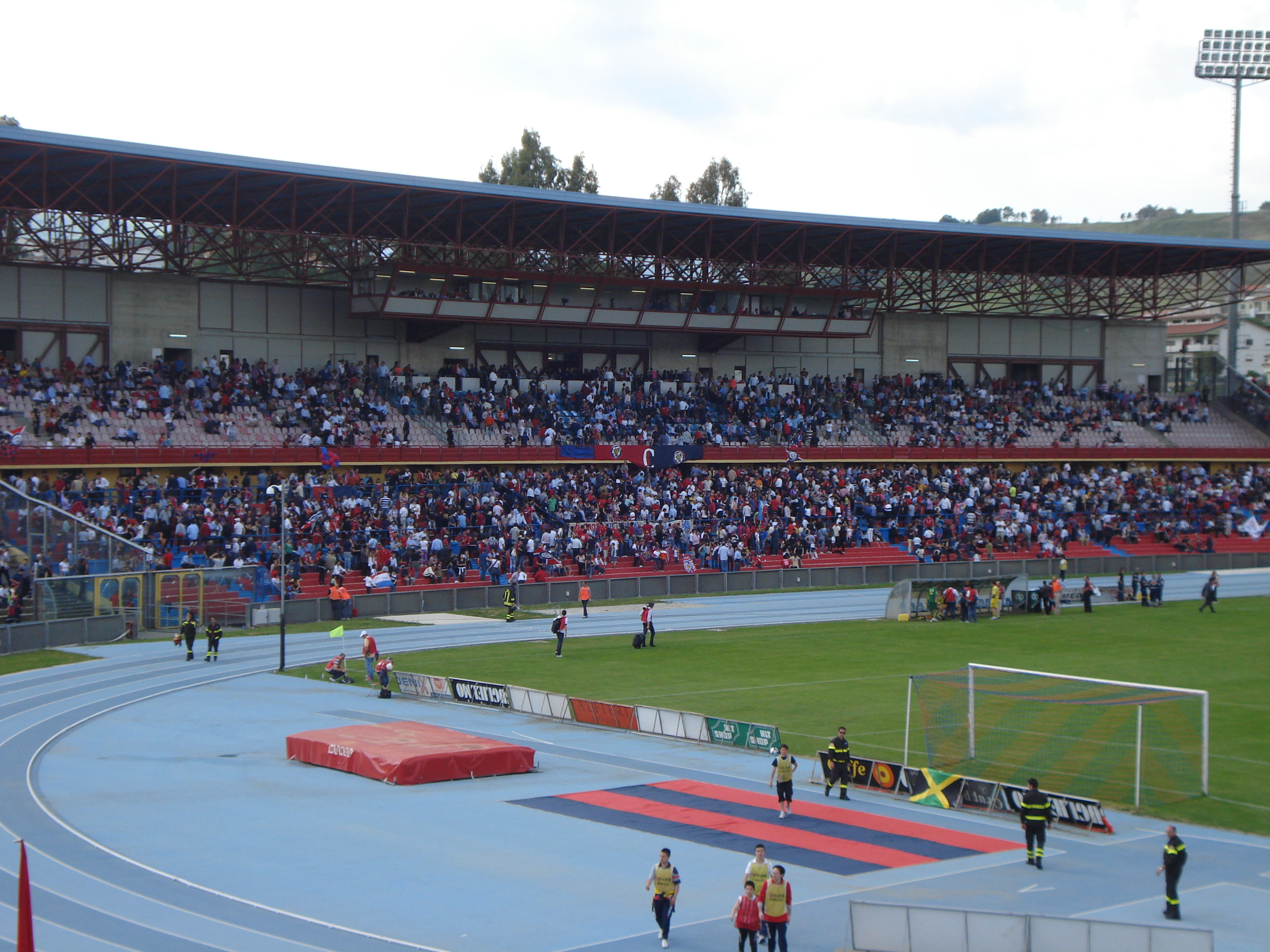
Tribuna A in der Saison 2008/09
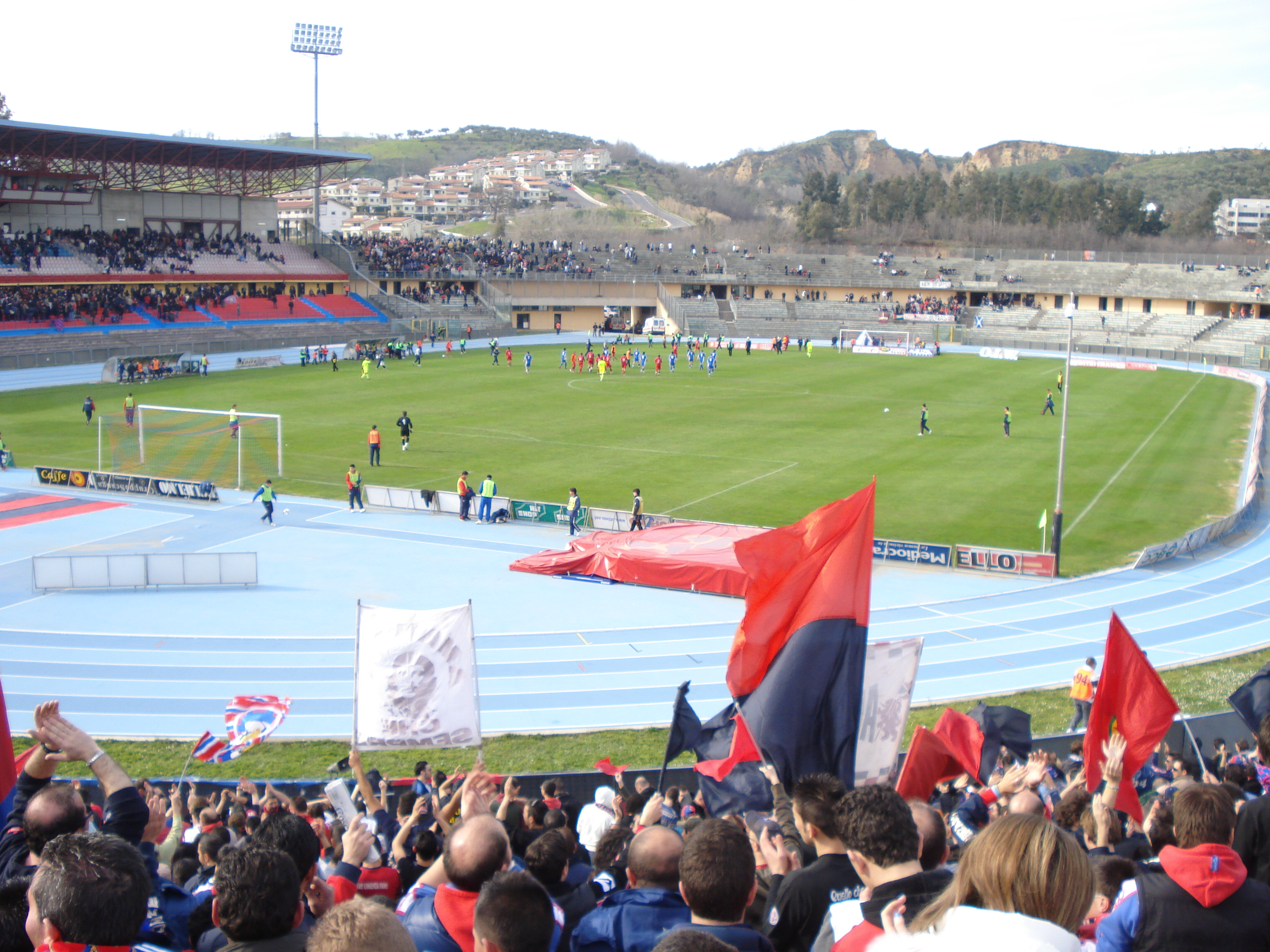
Blick von der Curva Sud Donato Bergamini auf die Curva Nord Massimiliano Catena und die Tribuna A im März 2011